# Río Vyg

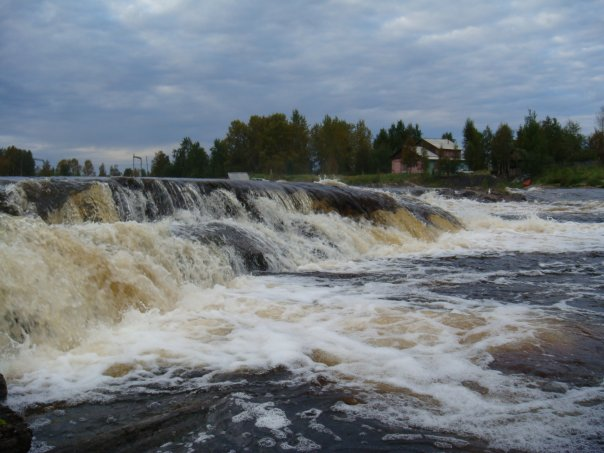
Vista del río Vyg.

El río Vyg (Выг en ruso) es un río que transcurre por parte de Carelia, Rusia hasta su desembocadura en el golfo de Onega, Mar Blanco cerca de Belomorsk.
El río, afluente del Vorozhgora, está formado por dos tramos, el Alto Vyg (de 135 km) cuyas aguas van al lago Syamozero y el Bajo Vyg (de 102 km) hasta la última desembocadura.